# جاك لي
جاك لي (بالإنجليزية: Jack Lee)‏ (4 نوفمبر 1920 في المملكة المتحدة - 12 يناير 1995 برغبي في المملكة المتحدة) هو لاعب كريكت ولاعب كرة قدم بريطاني (وحمل سابقاً جنسية المملكة المتحدة لبريطانيا العظمى وأيرلندا) في مركز الهجوم. شارك مع منتخب إنجلترا لكرة القدم. أما مع النوادي، فقد لعب مع ديربي كاونتي وكوفنتري سيتي وليستر سيتي وQuorn F.C. ‏.

## مسيرته الكروية
لعب جاك لي خلال مسيرته الاحترافية مع 3 أندية في تسعة مواسم وسجل خلالها 137 هدف ضمن 224 مباراة. ولم يفز بأي موسم بالكأس أو بالدوري.
خاض جاك لي مسيرته مع نادي ليستر سيتي في موسم 1946–47 ليلعب معه أربعة مواسم، مشاركًا في 123 مباراة سجل خلالها 75 هدفًا. ثم انتقل إلى نادي ديربي كاونتي في موسم 1950–51 ليلعب معه أربعة مواسم، حيث شارك في 85 مباراة سجل خلالها 54 هدفًا. لينتقل بعدها إلى نادي كوفنتري سيتي في موسم 1954–55 لمدة موسم واحد، مشاركًا في 16 مباراة سجل خلالها 8 أهداف.

## وصلات خارجية
- جاك لي على موقع قاعدة بيانات كرة القدم.إي يو (الإنجليزية)
- جاك لي على موقع ناشيونال فوتبول تيمز (الإنجليزية)